# V. Marineflakbrigade
Die V. Marineflakbrigade, auch V. Marine-Flak-Brigade, war ein Großverband in Brigadestärke der Marine im Zweiten Weltkrieg.

## Geschichte
Die V. Marineflakbrigade wurde im April 1943 in St. Nazaire aus dem 22. Marine-Flak-Regiment, welches im November 1941 dort gebildet wurde, heraus aufgestellt. Die V. Marineflakbrigade unterstand dem Kommandanten der Seeverteidigung Loire-Gironde.
Die Brigade ergab sich zusammen mit der restlichen Besatzung der Festung Saint-Nazaire am 11. Mai 1945, 3 Tage nach Kriegsende, den Alliierten.

## Gliederung
- Marineflakabteilung 703
- Marineflakabteilung 705
- Marineflakabteilung 809
- Marineflakabteilung 819
- Marineflakabteilung 820
- 6. Marinenebelabteilung, ab August 1943

## Kommandeure
- Kapitän zur See Karl-Conrad Mecke, ehemaliger Kommandeur des 22. Marine-Flak-Regiments: von der Aufstellung bis August 1943
- Kapitän zur See Oscar Matheis: von August 1943 bis Kriegsende